# Konrad Kyeser
Konrad Kyeser, född 26 augusti 1366 i Eichstätt, död efter 1405, var en tysk militäringenjör/sappör och skriftställare. Hans mest kända verk Bellifortis (1405), beskriver sin tids krigskonst fantasifullt. Konrad, som kom från Eichstätt fick i uppdrag att författa verket av Wencel IV (Wenzel von Luxemburg, Kung av Rom) men valde att dedikera verket till Ruprecht III av Pfalz. 
Konrad deltog i korståg och slaget vid Nikopolis 1396. Det var efter en exil hos Sigismund av Ungern 1402–1403 han kom att publicera boken Bellifortis, som innehåller tio kapitel. Boken är rikt illustrerad och innehåller exempel på magi som han ser som en del av Artes mechanicae. Den tar upp raketer, kanoner och olika vapen, jämte hjälpmedel, rustningar och befästningskonst. Originalcodexen bevaras idag i Göttingen. Det är möjligt att han inspirerats av De rebus bellicis från 500-talet. 